# Luke Giverin
Luke Giverin (Salford, 4 februari 1993) is een Engels voormalig voetballer die bij voorkeur als linksback speelde. Hij speelde bij Hyde United, nadat hij eerder door Manchester United werd uitgeleend aan Royal Antwerp.

## Clubcarrière
Giverin komt uit de jeugdopleiding van Manchester United. Op 28 augustus 2012 besloot de club hem uit te lenen aan Antwerp, waarmee het een samenwerkingsverband heeft. Hij debuteerde op 2 september 2012 tegen KSK Heist. Hij stond negentig minuten in het veld. Antwerp won de wedstrijd met 1-2 na doelpunten van Bruno Carvalho en Freddy Mombongo-Dues.
In seizoen 2014/15 speelde hij bij Hyde United in de Northern Premier Football League Premier Division. Daarna speelde hij nog op lager niveau in Australië.